# Горбанев, Ростислав Васильевич
Ростислав Васильевич Горбанев — инженер, проектировщик, градостроитель, директор института Генплана Москвы в 1988—1998 годах. Член Союза архитекторов России.

## Краткая биография
Родился в 1940 г. в Москве.
В 1962 году окончил Московский инженерно-строительный институт, в 1968 году — заочную аспирантуру того же института. 
В 1971 году получил степень кандидата технических наук. 
В 1962—1998 годах работал в институте Генплана Москвы. 
В 1971 году стал главным инженером мастерской №5 и заведующим научным отделом транспорта и дорог. 
В 1978 году назначен главным инженером Института Генплана Москвы.
В 1988 году возглавил это учреждение и являлся директором в течение десяти лет.
Лауреат премии Правительства Российской Федерации в области науки и техники 2008 года «за разработку и внедрение комплекса инновационных инженерно-технических решений по реконструкции и строительству кольцевых и радиальных магистралей и дорожно-мостового хозяйства г. Москвы».
Ушёл из жизни в 2012 году.
Под руководством Р. В. Горбанева и при его авторском участии разработаны: Генсхема комплексного развития транспорта г. Москвы до 2010 г., ТЭО Генплана развития Москвы до 2010 г., основные направления Москвы и Московской области до 2010 г., Генплан развития Москвы на период до 2020 года.

## Публикации
- Р. В. Горбанев, Городской транспорт (Учебник для вузов по специальности "Архитектура") — М.: Стройиздат, 1990, 216 с., ISBN 978-5-274-01272-0
- Т. А. Глухарева, Р. В. Горбанев, Организация движения грузовых автомобилей в городах. — М.: Транспорт, 1989, 125 с.
- Р. В. Горбанев, А. Н. Красников, Е. И. Щербаков, Городские улицы и дороги с многополосной проезжей частью — М.: Стройиздат, 1984, 166 с.